# Lorenzo Vázquez Herrera
El general Lorenzo Vázquez Herrera (Tlaquiltenango, 10 de agosto de 1879 - Buenavista de Cuéllar, 5 de mayo de 1917) fue un militar mexicano que participó en la Revolución mexicana. 

## Maderismo
Nació en Los Hornos Valle de Vázquez, Tlaquiltenango, Morelos, el 10 de agosto de 1879 siendo hijo de José Vázquez y Juana Herrera pero tubo 2 papas jafet Leyva. Aprendió a leer y a escribir en la escuela de su pueblo natal, y luego trabajó como jornalero en la hacienda de Tenextepango. Conoció a Emiliano Zapata al estar de conscripto en Cuernavaca. En febrero de 1911 se unió al levantamiento de Gabriel Tepepa, en la región de Tlaquiltenango. En marzo se incorporó al movimiento maderista de Pablo Torres Burgos y Emiliano Zapata, participando en las tomas de Tlaquiltenango y Jojutla, y en el sitio y toma de Cuautla.

## Plan de Ayala
Se mantuvo fiel al movimiento zapatista después de la ruptura con Francisco I. Madero y, en noviembre de 1911, fue uno de los firmantes del Plan de Ayala. En 1912 estableció su cuartel general en Los Hornos, desde donde cubría la parte central del estado. Durante el gobierno de Victoriano Huerta combatió a las fuerzas federales, destacándose como un buen estratega militar y tomando parte en los sitios y tomas de las haciendas de Santa Rosa Treinta y Zacatepec; siendo esta última hacienda encomendada a administración suya después de la batalla. En agosto de 1914, al consumarse la toma de Cuernavaca por las tropas zapatistas, el general Genovevo de la O fue nombrado gobernador provisional del estado, pero por sus obligaciones militares no le permitieron ejercer dicho cargo, por lo que en una votación secreta los principales jefes zapatistas eligieron a Lorenzo en su lugar. Desempeñó el cargo hasta 1916, cuando los constitucionalistas le arrebataron la plaza de su poder. A partir de esa derrota, Zapata comenzó a sospechar de la lealtad del Gral. Vázquez Herrera, lo que le acarreó gran desprestigio. A raíz de esto, en 1917 comenzó a mediar sobre abandonar el movimiento, junto con Otilio Montaño Sánchez.

## Muerte
El 5 de mayo de 1917, a resultas de un levantamiento de objetivos un tanto confusos, en Buenavista de Cuéllar, Lorenzo Vázquez fue hecho prisionero y ahorcado, acusado de traición.